# Dwergpotvis
De dwergpotvis (Kogia breviceps) is een tandwalvis uit de familie der dwergpotvissen (Kogiidae). Soms wordt hij, samen met de verwante kleinste potvis (Kogia simus) bij de potvissen (Physeteridae) ingedeeld. Hij lijkt veel op de potvis (Physeter catodon), maar is een stuk kleiner (rond de drie meter, terwijl de potvis gemiddeld zes keer zo lang wordt). Ook is zijn kop minder groot.

## Beschrijving
De dwergpotvis is een donkere, blauwgrijze walvis. Zijn flanken zijn lichtgrijs, en zijn buik is wittig. De huid kan rimpelig overkomen. De dwergpotvis heeft een vrij kleine rugvin. De dwergpotvis wordt 135 tot 270 kilogram zwaar. Er is weinig verschil tussen de seksen. Mannetjes worden iets groter, gemiddeld 3,07 meter (2,7 - 3,4 meter) tegenover 3,03 meter (2,6-3,1 meter) voor vrouwtjes. Het ademgat bevindt zich bij de dwergpotvis dichter bij de snuit dan bij de kleinste potvis. De snuit zelf wordt met de jaren stomper.

## Gedrag en verspreiding
De dwergpotvis leeft in alle gematigde en tropische wateren. Hij leeft in kleine groepjes, tot zes dieren. De dwergpotvis jaagt in de diepzee, tot 200 meter diep, en aan de rand van het continentaal plat op inktvissen, diepzeevissen en schaaldieren als krabben en garnalen. Waarschijnlijk trekt de soort niet. Een opmerkelijk gedrag is dat hij, als hij zich bedreigd voelt, een wolk van bruine ontlasting uitscheidt, om het gevaar af te leiden. Dit gedrag doet denken aan zijn belangrijkste prooidier, inktvissen.
Veel is er niet over de soort bekend. De meeste informatie komt van gestrande exemplaren. Hij strandt vooral in Nieuw-Zeeland, Japan, de Atlantische kust van de Verenigde Staten, Zuid-Afrika en Australië. Soms wordt een gestrand exemplaar voor een haai aangezien. In 1925 strandde een exemplaar in Nederland.

## Voortplanting
Over de voortplanting van de soort is weinig bekend. Waarschijnlijk kalven de dwergpotvissen ergens tussen de herfst en de lente. Na een draagtijd van ongeveer elf maanden wordt één jong geboren. Het kalf is 120 centimeter lang. Alle vrouwtjes in een groep zijn tegelijkertijd drachtig. De mannetjes zijn geslachtsrijp wanneer ze 2,7 tot 3 meter lang zijn, de vrouwtjes wanneer ze 2,6 tot 2,8 meter lang zijn. Waarschijnlijk wordt de dwergpotvis ongeveer 19 jaar oud.